# Patrice Kerbrat
Pour les articles homonymes, voir Kerbrat.
Patrice Kerbrat est un metteur en scène et un acteur français, ancien sociétaire de la Comédie-Française, né le 4 décembre 1948 à Brest.

## Biographie
Il est le fils de Georges Kerbrat, maire de Brest de 1985 à 1989.
Né à Brest, Patrice Kerbrat fréquente le Cours Simon puis entre au Conservatoire national supérieur d'art dramatique de Paris dans la classe d'Antoine Vitez. En 1973, il rejoint la troupe de la Comédie-Française avec laquelle il joue Jacques Sternberg, Pirandello, Racine, Paul Claudel, Musset... À partir de 1980, il met également en scène des pièces de Jean Racine, Harold Pinter. Sociétaire depuis 1977, il quitte la troupe en 1983.
En tant que comédien il travaille avec Antoine Vitez, Jacques Lassalle, Jorge Lavelli, Jean-Luc Moreau, Bernard Murat et met en scène de jeunes auteurs : Yasmina Reza (Conversations après un enterrement, « Art »), Jean-Marie Besset, Bernard-Marie Koltès, Loleh Bellon, Andrew Payne,,,...

## Théâtre

### Comédien
- 1972 : Faust de Johann Wolfgang von Goethe, mise en scène Antoine Vitez, Théâtre des Quartiers d'Ivry, Fête de l'Humanité
- 1972 : Le Légume de Francis Scott Fitzgerald, mise en scène Jean-Pierre Grenier, Théâtre Hébertot
- 1972 : Le Château de Franz Kafka, mise en scène Daniel Mesguich, Conservatoire national supérieur d'art dramatique
- 1973 : La Collection d'Harold Pinter, mise en scène Patrice Kerbrat, Conservatoire national supérieur d'art dramatique
- 1973 : Citron automatique de et mise en scène Francis Perrin
- 1973 : m = M de Xavier Pommeret, mise en scène Antoine Vitez, Festival d'Avignon, Théâtre des Quartiers d'Ivry
- 1973 : Dom Juan de Molière, mise en scène Antoine Bourseiller, Comédie-Française
- 1973 : C'est la guerre Monsieur Gruber de Jacques Sternberg, mise en scène Jean-Pierre Miquel, Comédie-Française au Théâtre national de l'Odéon
- 1973 : Henri IV de Luigi Pirandello, mise en scène Raymond Rouleau, Comédie-Française au Théâtre national de l'Odéon
- 1974 : Henri IV de Luigi Pirandello, mise en scène Raymond Rouleau, Comédie-Française
- 1974 : Ondine de Jean Giraudoux, mise en scène Raymond Rouleau, Comédie-Française
- 1974 : Les Marrons du feu d'Alfred de Musset, mise en scène Francis Huster, Comédie-Française
- 1974 : L'Impromptu de Marigny de Jean Poiret, mise en scène Jacques Charon, Comédie-Française
- 1974 : Hernani de Victor Hugo, mise en scène Robert Hossein, Comédie-Française
- 1974 : Iphigénie en Aulide de Racine, mise en scène Jacques Destoop, Comédie-Française
- 1975 : La Célestine de Fernando de Rojas, mise en scène Marcel Maréchal, Comédie-Française au Théâtre Marigny
- 1975 : Le Misanthrope de Molière, mise en scène Jean-Luc Boutté et Catherine Hiegel, Comédie-Française
- 1975 : L'Avare de Molière, mise en scène Jean-Paul Roussillon, Comédie-Française
- 1975 : Horace de Corneille, mise en scène Jean-Pierre Miquel, Comédie-Française
- 1975 : Partage de midi de Paul Claudel, mise en scène Antoine Vitez, Comédie-Française
- 1976 : Maître Puntila et son valet Matti de Bertolt Brecht, mise en scène Guy Rétoré, Comédie-Française au Théâtre Marigny
- 1976 : Le Jeu de l'amour et du hasard de Marivaux, mise en scène Jean-Paul Roussillon, Comédie-Française
- 1976 : La Commère de Marivaux, mise en scène Jean-Paul Roussillon, Comédie-Française
- 1976 : Cyrano de Bergerac d'Edmond Rostand, mise en scène Jean-Paul Roussillon, Comédie-Française
- 1976 : Lorenzaccio d'Alfred de Musset, mise en scène Franco Zeffirelli, Comédie-Française
- 1976 : Iphigénie en Aulide de Racine, mise en scène Jacques Destoop, Comédie-Française
- 1977 : Le Malade imaginaire de Molière, mise en scène Jean-Laurent Cochet, Comédie-Française
- 1977 : En plein cœur, soirée littéraire, Le Temps des Cerises, Comédie-Française
- 1977 : Lorenzaccio d'Alfred de Musset, mise en scène Franco Zeffirelli, Comédie-Française
- 1977 : Partage de midi de Paul Claudel, mise en scène Antoine Vitez, Comédie-Française
- 1978 : Les gens déraisonnables sont en voie de disparition de Peter Handke, mise en scène Claude Régy, Théâtre des Amandiers
- 1978 : Britannicus de Racine, mise en scène Marcelle Tassencourt, Festival de Versailles
- 1978 : Les Femmes savantes de Molière, mise en scène Jean-Paul Roussillon, Comédie-Française
- 1979 : Dave au bord de mer de René Kalisky, mise en scène Antoine Vitez, Comédie-Française au Théâtre national de l'Odéon
- 1979 : La Rencontre de Georges Pompidou avec Mao Zedong, mise en scène Antoine Vitez, Théâtre des Quartiers d'Ivry, Festival du Jeune Théâtre d'Alès
- 1979 : Les Trois Sœurs d'Anton Tchekhov, mise en scène Jean-Paul Roussillon, Comédie-Française au Théâtre de l'Odéon
- 1979 : Dom Juan de Molière, mise en scène Jean-Luc Boutté, Comédie-Française
- 1980 : Simul et singulis, Soirées littéraires consacrées au Tricentenaire de la Comédie-Française, mises en scène Simon Eine, Alain Pralon, Jacques Destoop, Comédie-Française
- 1980 : Tartuffe de Molière, mise en scène Jean-Paul Roussillon, Comédie-Française
- 1980 : La Double Inconstance de Marivaux, mise en scène Jean-Luc Boutté, Comédie-Française Festival d'Avignon
- 1980 : L'Épreuve de Marivaux, mise en scène Jean-Louis Thamin, Comédie-Française
- 1981 : La Dame de chez Maxim de Georges Feydeau, mise en scène Jean-Paul Roussillon, Comédie-Française
- 1981 : Dave au bord de mer de René Kalisky, mise en scène Antoine Vitez, Comédie-Française
- 1982 : Yvonne, Princesse de Bourgogne de Witold Gombrowicz, mise en scène Jacques Rosner
- 1983 : Les Estivants de Maxime Gorki, mise en scène Jacques Lassalle, Comédie-Française
- 1983 : Amphitryon de Molière, mise en scène Philippe Adrien
- 1984 : Le Héron de Vassili Axionov, mise en scène Antoine Vitez, Théâtre national de Chaillot
- 1984 : La Mouette d’Anton Tchekhov, mise en scène Antoine Vitez, Théâtre national de Chaillot
- 1985 : Emilia Galotti de Gotthold Ephraïm Lessing, mise en scène Jacques Lassalle, Festival d'Avignon, Théâtre national de Strasbourg, Maison des arts et de la culture de Créteil
- 1986 : Pour un oui ou pour un non de Nathalie Sarraute, mise en scène Michel Dumoulin, Festival d'Avignon
- 1986 : Une petite douleur d'Harold Pinter, mise en scène Patrice Kerbrat, Atelier théâtral Louvain-la-neuve
- 1988 : Le Misanthrope de Molière, mise en scène Antoine Vitez, Théâtre national de Chaillot
- 1988 : Anacaona de Jean Métellus, mise en scène Antoine Vitez, Théâtre national de Chaillot
- 1989 : La Veillée de Lars Noren, mise en scène Jorge Lavelli, Théâtre de la Colline
- 1989 : Un transport amoureux de Raymond Lepoutre, mise en scène Antoine Vitez, Comédie-Française
- 1992 : Dîner de textes, mise en scène Jacques Bonnaffé, Opéra Bastille
- 1993 : La Volupté de l'honneur  de Luigi Pirandello, mise en scène Jean-Luc Boutté, Théâtre Hébertot
- 1993 : Jackets d'Edward Bond, mise en scène Bruno Boëglin, TNP Villeurbanne, Théâtre de la Ville
- 1994 : Ce qui arrive et ce qu'on attend de Jean-Marie Besset, mise en scène Patrice Kerbrat, Théâtre des Mathurins
- 1995 : Le Bonheur des autres de Michael Frayn, mise en scène Jean-Luc Moreau, Théâtre Fontaine
- 1996 : Jules Cesar de William Shakespeare, mise en scène Jacques Rosner
- 2002 : Elvire d’Henry Bernstein, mise en scène Patrice Kerbrat, Théâtre Marigny
- 2003 : La Parisienne d’Henry Becque, mise en scène Bernard Murat, Théâtre des Mathurins
- 2005 : Les Fausses Confidences de Marivaux, mise en scène Jean-Louis Thamin, Théâtre Silvia Monfort
- 2007 : Un chapeau de paille d'Italie d'Eugène Labiche, Marc-Michel, mise en scène Jean-Baptiste Sastre, Théâtre national de Chaillot
- 2008 : Un chapeau de paille d'Italie d'Eugène Labiche, Marc-Michel, mise en scène Jean-Baptiste Sastre, Comédie de Reims, Théâtre national de Toulouse Midi-Pyrénées, tournée
- 2011 : La Vérité de Florian Zeller, mise en scène Patrice Kerbrat, Théâtre Montparnasse.
- 2013 : En réunion d'Andrew Payne, mise en scène Patrice Kerbrat, Petit Montparnasse.

### Metteur en scène
- 1973 : La Collection d'Harold Pinter, Conservatoire national supérieur d'art dramatique
- 1977 : Ismène de Yannis Ritsos et Louis Aragon, Théâtre de la Gaîté Montparnasse
- 1980 : Traces de Jacques Le Marquet, Comédie-Française au Petit Odéon
- 1981 : Andromaque de Jean Racine, Comédie-Française
- 1982 : I Pagliacci de Ruggero Leoncavallo, Théâtre national de l'Opéra
- 1986 : Une petite douleur d'Harold Pinter, Atelier Théâtral Louvain-la-Neuve, Théâtre 13
- 1987 : Conversations après un enterrement de Yasmina Reza, Théâtre Paris-Villette, Théâtre Montparnasse, tournée
- 1988 : Retours de Pierre Laville - Théâtre de l'Odéon, Théâtre de la Criée
- 1989 : La Traversée de l'hiver de Yasmina Reza, Centre national de création d'Orléans, Théâtre national de la Colline, Théâtre du Rond-Point
- 1990 : Mères, portraits d'Arnold Wesker, Festival de Sète, Espace Pierre Cardin, Prix Georges Brassens
- 1990 : La Fonction de Jean-Marie Besset, Studio des Champs-Elysées
- 1990 : Aïda vaincue de René Kalisky, Théâtre national de la Colline
- 1991 : La Nuit juste avant les forêts de Bernard-Marie Koltès, Théâtre de la Criée, Tournée
- 1991 : Père d'August Strindberg, Comédie-Française
- 1991 : Jeanne d'Arc au bûcher d'Arthur Honegger et Paul Claudel, Festival de musique de La Chaise-Dieu
- 1992 : George Dandin de Molière, Théâtre de Carouge Atelier de Genève
- 1992 : Long voyage vers la nuit d'Eugene O'Neill, Théâtre de la Madeleine
- 1992 : L'Une et l'autre de Loleh Bellon, Studio des Champs-Elysées
- 1993 : Ce qui arrive et ce qu'on attend de Jean-Marie Besset, Théâtre de la Gaîté Montparnasse
- 1993 : Passions secrètes de Jacques-Pierre Amette, Théâtre Montparnasse
- 1994 : Ce qui arrive et ce qu'on attend de Jean-Marie Besset, Théâtre des Mathurins
- 1994 : Quand elle dansait de Martin Sherman, Comédie des Champs-Élysées
- 1994 : « Art » de Yasmina Reza, Comédie des Champs-Élysées
- 1995 : Grande École de Jean-Marie Besset, Théâtre 14 Jean-Marie Serreau
- 1996 : Un cœur français de Jean-Marie Besset, CADO, Théâtre Hébertot
- 1996 : En attendant Godot de Samuel Beckett, Théâtre du Rond-Point
- 1997 : « Art » de Yasmina Reza, Théâtre Maly Moscou
- 1997 : Oncle Vania d'Anton Tchekhov, Théâtre Hébertot
- 1998 : « Art » de Yasmina Reza, Théâtre Hébertot
- 1999 : L'Amante anglaise de Marguerite Duras, Théâtre de l'Œuvre
- 1998 : Tout contre de Patrick Marber, Théâtre Fontaine
- 1999 : En attendant Godot de Samuel Beckett, Teatro Carcano Milan
- 1999 : « Art » de Yasmina Reza, Sunshine Teatre à Tokyo
- 2000 : Antigone de Sophocle, Festival de Syracuse, Tournée en Italie
- 2000 : Une chatte sur un toit brûlant de Tennessee Williams, Théâtre de la Renaissance
- 2000 : La Collection et L'Amant d'Harold Pinter, La Fabrique à Meung-sur-Loire, Théâtre national de Chaillot, Carré Saint-Vincent à Orléans
- 2001 : Trois Versions de la vie de Yasmina Reza, Théâtre Antoine
- 2002 : Elvire d'Henry Bernstein, Théâtre Marigny
- 2002 : Don Juan de Molière, Théâtre de P.O. Hviezdoslav Bratislava
- 2002 : Gros Calin de Romain Gary, Pépinière Opéra
- 2002 : Liaison transatlantique de Fabrice Rozie d’après Lettres à Nelson Algren de Simone de Beauvoir, Théâtre Marigny
- 2005 : La Veuve rusée de Carlo Goldoni, Atelier Théâtre Jean Vilar Louvain-la-Neuve Belgique
- 2006 : Synopsis & squash d'Andrew Payne, Théâtre du Petit-Montparnasse
- 2006 : N'écoutez pas Mesdames de Sacha Guitry, Théâtre Comédia
- 2006 : La Danse de l'albatros de Gérald Sibleyras, Théâtre Montparnasse
- 2007 : Happy birthday Daddy de Christophe Averlan, Vingtième Théâtre
- 2008 : Deux Petites Dames vers le Nord de Pierre Notte, Pépinière Opéra
- 2009 : La Nuit de l'audience de Jean des Cars et Jean-Claude Idée, Petit Montparnasse
- 2009 : Synopsis & squash d'Andrew Payne, Théâtre de la Commune
- 2009 : Tartuffe de Molière, Aula Magna Louvain-la-Neuve
- 2010 : Et l'enfant sur le loup de Pierre Notte, Théâtre de l'Union, 2011 : Théâtre du Rond-Point
- 2011 : La Vérité de Florian Zeller, Théâtre Montparnasse.
- 2013 : En réunion d'Andrew Payne, Petit Montparnasse.
- 2013 : Tango en bord de mer de Philippe Besson, Théâtre 14 et Petit Montparnasse.
- 2015 : « Art » de Yasmina Reza, Sunshine Teatre à Tokyo
- 2016 : La Version Browning de Terence Rattigan, Théâtre de Poche Montparnasse
- 2021 : Une jolie robe d'Andrew Payne, adaptation Robert Plagnol, sur Zoom

## Filmographie partielle

### Cinéma
- 1981 : Une affaire d'hommes  de Nicolas Ribowski
- 1982 : Paradis pour tous d'Alain Jessua
- 1985 : Jusqu'à la nuit de Didier Martiny
- 1987 : Le Cri du hibou de Claude Chabrol

### Télévision
- 1985 : Le Génie du faux de Stéphane Kurc
- 1994 : C'est l'homme que j'ai tué de Giorgio Ferrara
- 2008 : Voici venir l'orage... de Nina Companeez

## Distinctions
- Molières 1994 : Nomination au Molière du metteur en scène  pour Ce qui arrive et ce qu'on attend
- Molières 1995 : Nomination au Molière du metteur en scène  pour « Art »
- Molières 1997 : Nomination au Molière du metteur en scène pour En attendant Godot
- Molières 1998 : Nomination au Molière du metteur en scène pour Oncle Vania
- Molières 1999 : Nomination au Molière du metteur en scène pour  Tout contre
- Molières 2002 : Nomination au Molière du metteur en scène pour Elvire